# 鳥ボーイ
鳥ボーイ（本名：未公開）は、日本の元芸人看護師。
NSC卒業後、お笑い芸人としての活動を経て、看護師となるために看護学校へ入学。
看護師免許取得後は急性期医療の病院にて看護師として働く。
元芸人のキャリアを活かして歓送迎会での司会をはじめ、医療職のハブとなるような役割を担う。また、看護師として働きながら、コミュニケーション道場での勤務を兼務する。
なお、芸名である鳥ボーイはフットボールアワーの後藤が命名している。
| スタブアイコン | サブスタブ | この項目は、まだ閲覧者の調べものの参照としては役立たない、人物に関連した書きかけの項目です。この項目を加筆・訂正などしてくださる協力者を求めています（P:人物伝/PJ:人物伝）。 |